# 韓式活章魚
活章魚（韓語：산낙지），是朝鮮半島的一種特殊傳統料理，为用長腕小章魚制作的膾菜（生食）。長腕小章魚是在韩国被称为nakji的一种小型章鱼物种，由于其尺寸较巨型章鱼较小，有时也被译成“章鱼宝宝”。这种章鱼常被宰杀后切成小块，然后送上餐桌。伴随章鱼触须中的神经活动，其小块在死后仍会在餐盘上运动。章鱼有高度复杂的神经系统，其神经元的三分之二位于其手臂的神经索中，这使章鱼在即使没有大脑的神经信号输入时也持续表现出各种各样的神经反射行为。该菜肴会撒上芝麻油和烤过的芝麻，其中一种不太常见的吃法是直接食用整个活的章鱼。

## 食用
由于该菜肴上桌时，章鱼的吸盘仍然活跃，所以食用活章魚时应特别当心，活动的吸盘可能使它黏在口腔或咽喉上。这对于部分人群存在窒息风险，醉酒者更甚。

## 语言差异
南北韓两地对“nakji”一词的用法有所不同：南韓用来称長腕小章魚，而北韓用来称管魷目。

## 流行
韓式活章魚会在提供切片生鱼的韓國料理中提供，但也可以在酒吧中找到，作为伴酒精饮料（如韩国烧酒）的零食。

## 健康危害
食用韓式活章魚有潜在的窒息风险。由于头足类动物的四肢含有神经元，其肢体会继续运动，并且触须上的吸盘保持有抓握力，它可能附着在人的咽喉上，哪怕其身体已被切除且配以芝麻油烹饪。有多起因食用韓式活章魚导致窒息的案例。